# Prinsesseplaat
De Prinsesseplaat is een natuurgebied bij Bergen op Zoom. Het meet 188 ha en wordt beheerd door Staatsbosbeheer.
De Prinsesseplaat was vroeger een gebied van slikken en schorren, gelegen in de Oosterschelde. Door de voltooiing, in 1986, van de Oesterdam verdween de getijdewerking en verzoette het water. Het beheer is er op gericht om de kern van het gebied open te houden. Het wordt daartoe begraasd met koeien, en gehooid. Aan de randen gebeurt dat niet, en ontstaan bosjes. Vooral in de lager gelegen delen verloopt het proces van ontzilting langzamer en groeien nog zeekraal, zeeaster en lamsoor.
De bonte strandloper, zilverplevier en rotgans pleisteren er, terwijl kluut, kleine plevier, bontbekplevier, strandplevier, visdief, dwergstern, kokmeeuw en zilvermeeuw er broeden.

## Recreatie
Het gebied is niet toegankelijk. Op het eind van de Zuiderkreekweg in de Auvergnepolder kan met het gebied vanaf een observatiepost waarnemen.